# Вяземский сад
Вяземский сад — зона отдыха на Аптекарском острове, на левом берегу Малой Невки у пересечения Песочной набережной и Вяземского переулка.
Разбит в первой половине XIX века вокруг усадьбы князей Вяземских (отсюда название). Площадь сада составляет 3,87 га. Планировка сада представляет собой систему округлых и прямых дорожек среди лиственных деревьев, ныне в основном тополей. Кроме деревьев, в парке высажены разнообразные кустарники, в том числе достаточно редких видов.
Первоначально парк носил пейзажный характер.
8 ноября 2011 года общественная организация «Воссоздание садов и скверов» в рамках акции «Культурной столице — ухоженные парки», проходящей при поддержке администрации Петроградского района, благоустроила Лопухинский сад, Матвеевский сад и Вяземский сад. В саду были установлены информационные плакаты, пропагандирующие бережное отношение к паркам, и dog-боксы для уборки за домашними животными.